# نوک‌شاخ کرگدنی
 نوک‌شاخ کرگدنی (نام علمی: Buceros rhinoceros) نام یک گونه از تیره نوک‌شاخ است.